# クックマート
クックマート株式会社（COOK MART Inc. ）は、愛知県・静岡県内、特に東三河～浜松エリアに食品スーパーマーケットチェーン「クックマート」を展開する株式会社である。

## 概要
1995年（平成7年）に食品スーパーマーケット事業に参入して以来、地域密着型の食品スーパーマーケットチェーンとして成長している。元の社名である「DELIGHT!（楽しむ、楽しませる！）」を経営理念とし、「リアル×ローカル×ヒューマン＝地域の活気が集まる場所」を営業コンセプトとしている。クックマートの特徴の一つに「折込みチラシを打たない」ということがある。エブリデイロープライスを徹底し、いつ行ってもお値打ち・新鮮・おいしい・楽しいお店であることを目指している。

## 沿革
- 1983年（昭和58年）8月 - 創業[4]。
- 1995年（平成7年）11月 - 食品スーパーマーケット事業に進出[4]。
- 1995年（平成7年）11月 - 本野町店（愛知県豊川市）を開店[4]。
- 1996年（平成8年）9月 - 一宮店（愛知県豊川市）を開店[4]。
- 1999年（平成11年）10月 - ユーアイ店（愛知県豊橋市）を開店[4]。
- 2002年（平成14年）5月 - 雄踏店（静岡県浜松市（現：浜松市中央区））を開店（静岡県への初出店）[4]。
- 2006年（平成18年）4月 - 浜名湖西店（静岡県湖西市新居町）を開店[4]。
- 2007年（平成19年）5月 - 国府店（愛知県豊川市）開店[4]。
- 2009年（平成21年）3月 - 牛川店（愛知県豊橋市）開店[4]。
- 2010年（平成22年）2月 - 本社を愛知県豊橋市牛川通に移転[4]。
- 2011年（平成23年）1月 - 諏訪店（愛知県豊川市）開店[4]。
- 2012年（平成24年）11月 - 東脇店（愛知県豊橋市）開店[4]。
- 2016年（平成28年）5月 - 佐鳴湖南店（静岡県浜松市西区（現：中央区））開店[4]。
- 2017年（平成29年）4月 - 飯村店（愛知県豊橋市）開店[4]。
- 2017年（平成29年）12月 - 本社を愛知県豊橋市東田町に移転[4]。
- 2018年（平成30年）3月 - 雄踏店を静岡県浜松市西区雄踏二丁目に移転リニューアルオープン[4]。
- 2018年（平成30年）11月 - 浜名湖西店 全面リニューアル[4]
- 2021年（令和3年）8月 - 可美店（静岡県浜松市南区（現：中央区）） 開店[4]
- 2022年（令和4年）9月 - 社名を株式会社デライトからクックマート株式会社へ変更する[4]。

## 店舗一覧
- 本野町店（愛知県豊川市本野町東浦25-2）[5]
- 一宮店（愛知県豊川市一宮町一宮泉33）[5]
- 国府店（愛知県豊川市森一丁目145）[5]
- ユーアイ店（愛知県豊橋市弥生町字東豊和123）[5]
- 牛川店（愛知県豊橋市牛川通一丁目15-1）[5]
- 雄踏店（静岡県浜松市中央区雄踏二丁目11-1）※2018年3月に移転リニューアル[5]
- 浜名湖西店（静岡県湖西市新居町中之郷あけぼの4040）[5]
- 諏訪店（愛知県豊川市萩山町二丁目7）[5]
- 東脇店（愛知県豊橋市東脇三丁目13-3）[5]
- 佐鳴湖南店（静岡県浜松市中央区入野町8943）[5]
- 飯村店（愛知県豊橋市飯村北四丁目12-5）[5]
- 可美店（静岡県浜松市中央区増楽町655）[5]

## 関連会社
- デライトホールディングス株式会社